# Mustasaari (ö i Finland, Päijänne-Tavastland, Lahtis, lat 61,28, long 26,25)
Mustasaari är en ö i Finland. Den ligger i sjön Imjärvi och i kommunen Heinola i den ekonomiska regionen  Lahtis ekonomiska region  och landskapet Päijänne-Tavastland, i den södra delen av landet, 140 km nordost om huvudstaden Helsingfors. Öns area är 4,8 hektar och dess största längd är 350 meter i nord-sydlig riktning.